# Bâtiment de l'ancienne Administration du district à Bogatić
Le bâtiment de l'ancienne Administration du district à Bogatić (en serbe cyrillique : Зграда старог окружног начелства у Богатићу ; en serbe latin : Zgrada starog okružnog načelstva u Bogatiću) se trouve à Bogatić, dans le district de Mačva, en Serbie. Il est inscrit sur la liste des monuments culturels protégés de la république de Serbie (identifiant no SK 1479),,.

## Présentation

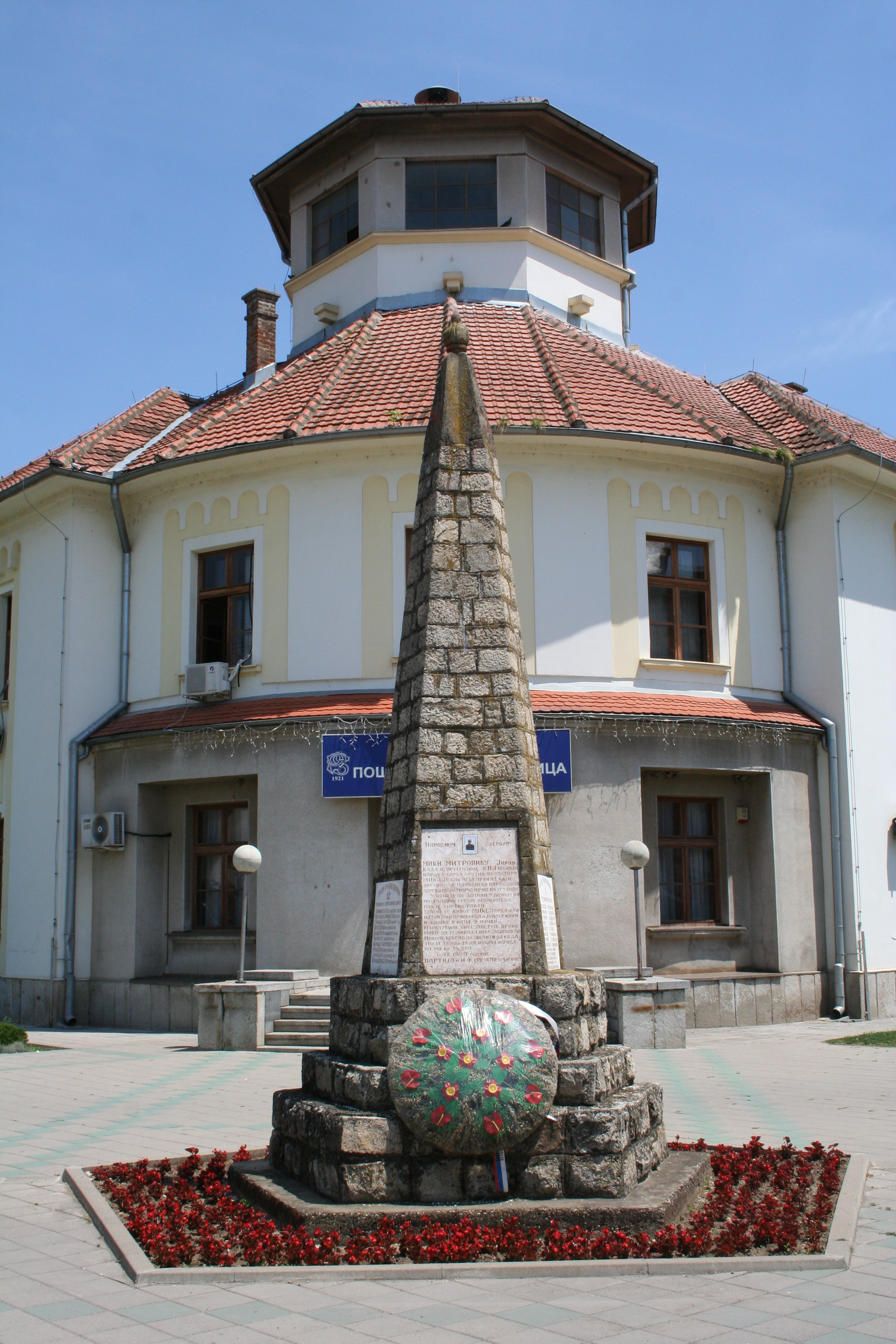
Détail de la façade d'angle.

Le bâtiment est typique des constructions destinées à abriter une administration de district du royaume de Yougoslavie ; il est ainsi stylistiquement très proche du bâtiment construit à cet effet à Zaječar. La construction de l'édifice a commencé en 1929 mais, lorsque le roi Alexandre Ier a visité la ville le 3 juin 1934, elle n'était toujours pas terminée ; le roi a alors ordonné le déblocage de fonds pour son achèvement. Après la Seconde Guerre mondiale, le bâtiment a accueilli le siège du district de Mačva et, depuis 1955, il abrite le siège de la municipalité de Bogatić.

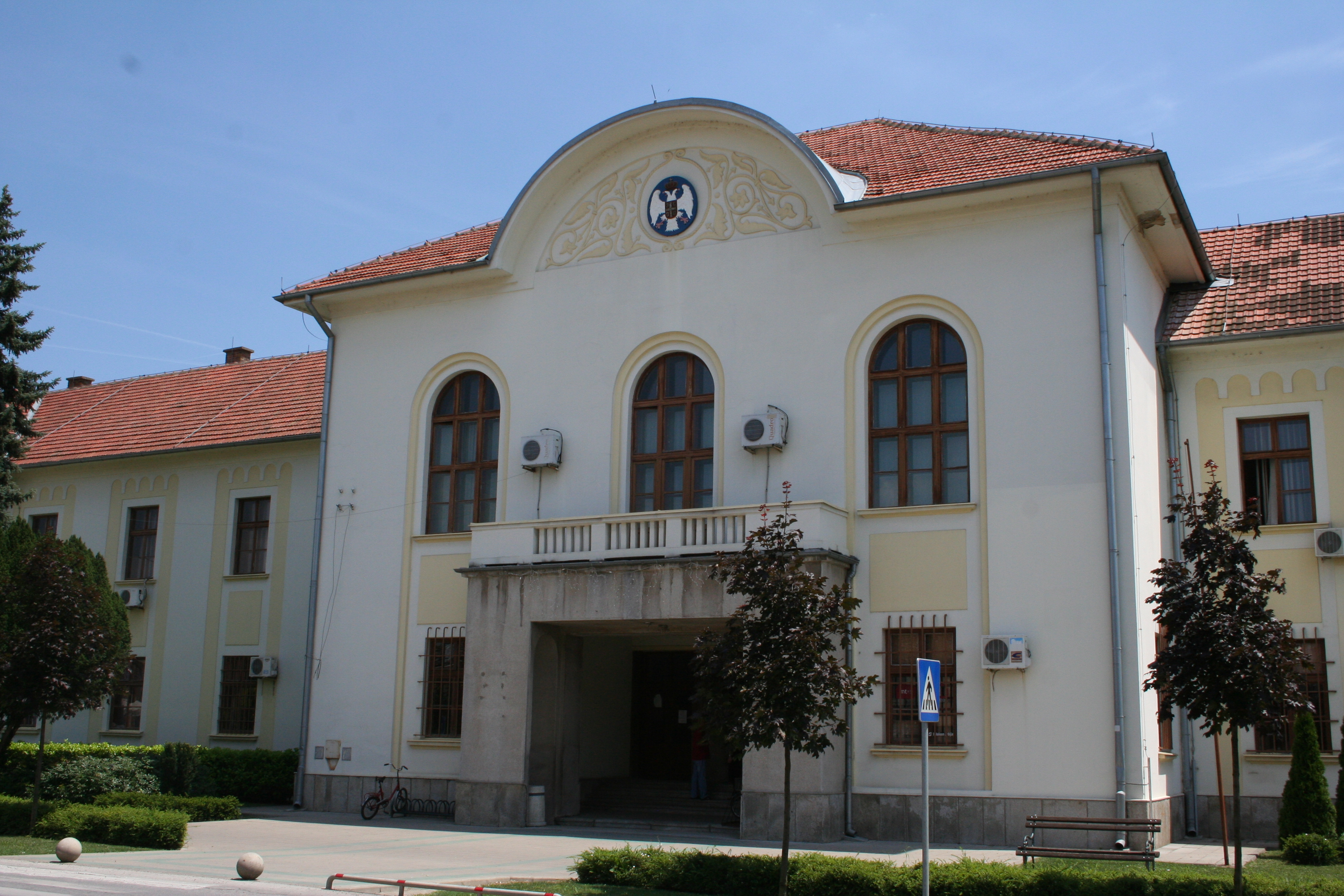
Détail d'une façade latérale du bâtiment.

Le bâtiment, situé à l'angle de deux rues, prendre la forme de la lettre cyrillique « П » ; il est constitué d'un rez-de-chaussée et d'un étage. La partie centrale, située à l'angle, est demi-circulaire ; elle est surmontée d'une tour de guet octogonale servant à la lutte contre les incendies. À gauche et à droite de cette façade angulaire s'étendent deux ailes qui possèdent leur propre entrée ; ces ailes disposent d'un grand de fenêtres rectangulaires et cintrées, les ouvertures cintrées, plus grandes que les autres, étant disposées au-dessus des portails latéraux. L'édifice est construit en briques et en pierres, plâtrées et peintes dans des tons ocres. Les toits, de structure complexe, sont recouverts de tuiles.
L'ensemble des façades est décoré avec simplicité, à part quelques éléments plastiques inspirés du style de la Sécession hongroise.

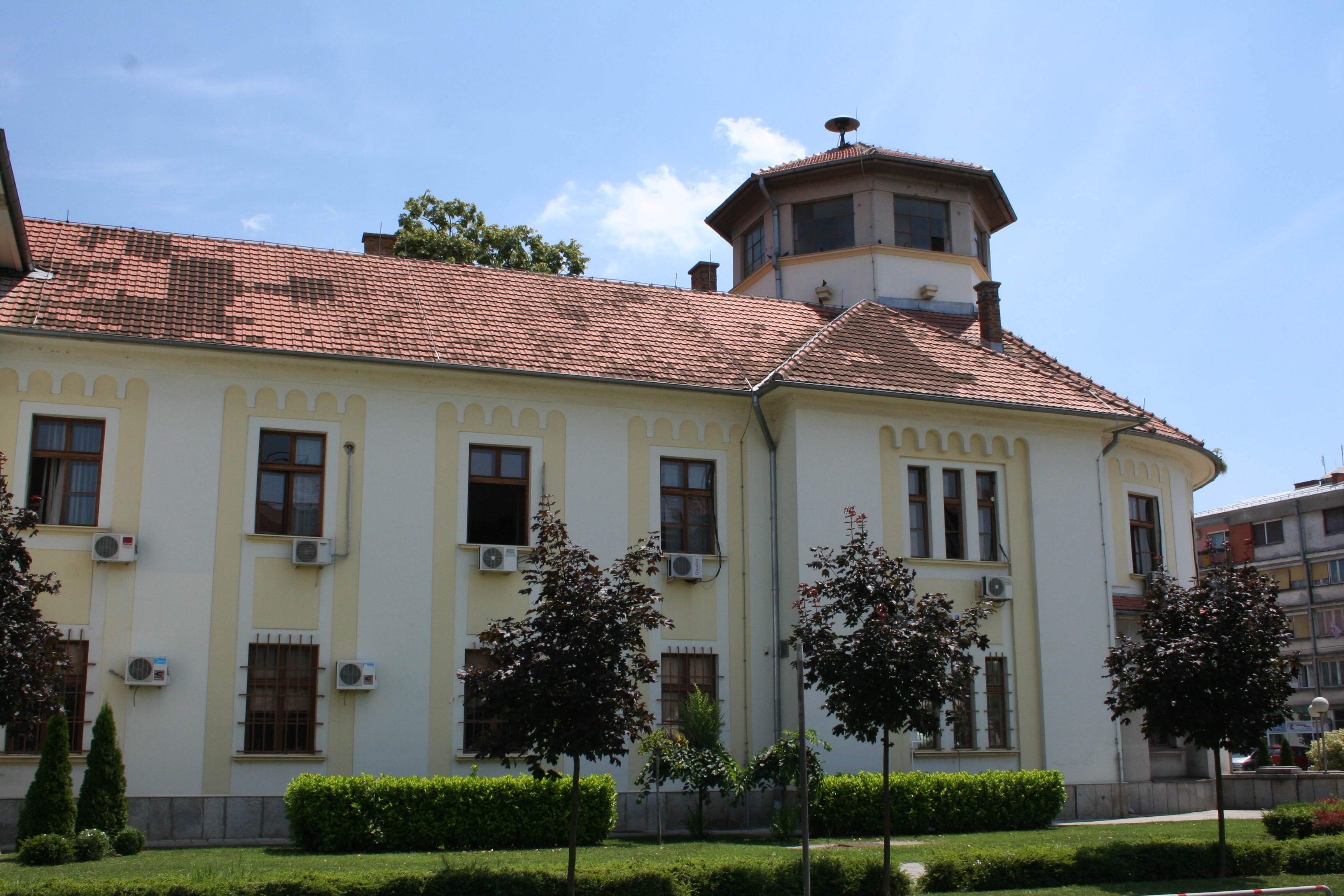
Autre détail de la façade.